# Próba Trommera
Próba Trommera – reakcja chemiczna stosowana do jakościowego oznaczania aldehydów. Przeprowadza się ją z wodorotlenkiem miedzi(II) zwanym odczynnikiem Trommera. Jest to reakcja redoks, w której aldehydy ulegają utlenieniu do kwasów karboksylowych, a miedź z II stopnia utlenienia redukuje się do Cu(I). Ketony dają negatywne wyniki próby.
2Cu(OH)
2 + R−CHO + OH−
 → Cu
2O + R−COO−
 + 3H
2O
Nazwa pochodzi od nazwiska niemieckiego chemika, Karla Augusta Trommera (1806–1879).

## Wykrywanie cukrów redukujących
Próba Trommera wykorzystywana jest m.in. do określania właściwości redukujących cukrów. Niektóre z nich, tzw. cukry redukujące, są utleniane przez kationy Cu2+
 do kwasów aldonowych (np. glukoza utlenia się do kwasu glukonowego).
Reakcji tej ulegają nie tylko aldozy, które w formie łańcuchowej zawierają grupę aldehydową, ale także ketozy, które zawierają grupę ketonową. Ketozy, np. fruktoza, ulegają bowiem w warunkach próby tautomeryzacji keto-enolowej do formy aldehydowej. Z tej przyczyny większość monosacharydów i disacharydów ma własności redukujące. Do wyjątków należy sacharoza, która nie zawiera grup hemiacetalowych i występuje wyłącznie w trwałej acetalowej formie pierścieniowej. Także polisacharydy są cukrami nieredukującymi, ze względu na związanie praktycznie wszystkich anomerycznych atomów węgla w ugrupowania acetalowe.

## Przygotowanie odczynnika Trommera
Odczynnik Trommera przygotowuje się, dodając wodny roztwór wodorotlenku sodu do wodnego roztworu siarczanu miedzi(II). Otrzymuje się niebieski, koloidalny osad wodorotlenku miedzi(II).
Wykonanie próby polega na ogrzewaniu tego osadu z próbką. W przypadku obecności aldehydów niebieski osad zmienia barwę na ceglastoczerwoną, czyli barwę tlenku miedzi(I).

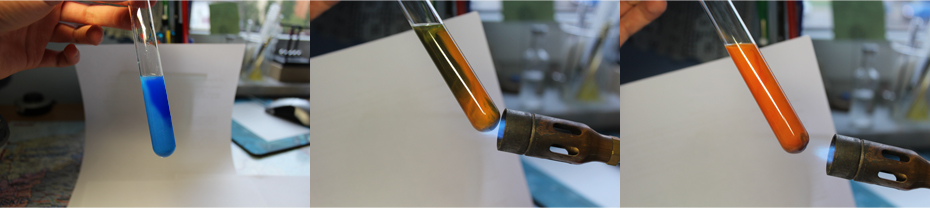
Próba Trommera dla glukozy. Niejednolite, szafirowe zabarwienie pochodzi od kompleksu glukozy z wodorotlenkiem miedzi(II).

## Podobne próby
Choć zaproponowano wiele modyfikacji próby Trommera, najbardziej powszechne są dwie:
- próba Fehlinga z winianami[7]
- próba Benedicta z cytrynianami[8]